# Ihalempi
Ihalempi is een compositie  van de Finse componist  Aarre Merikanto. Het is een toonzetting voor een gedicht van Eino Leino, die zijn versie van de Annunciatie schreef waarbij Christus een bloem aan een dienstmeid geeft. De volgende dag is de bloem van goud. Merikanto schreef het werk ter gelegenheid van de vijftigste verjaardag van muziekuitgeverij Laulut-Miehet. 
Ihalempi is geschreven voor:
- mannenkoor
- 2 dwarsfluiten, 2 hobo’s, 2 klarinetten, 2 fagotten
- 4 hoorns, 3 trompetten, 3 trombones, 1 tuba
- violen, altviolen, celli, contrabassen